# 川井章知

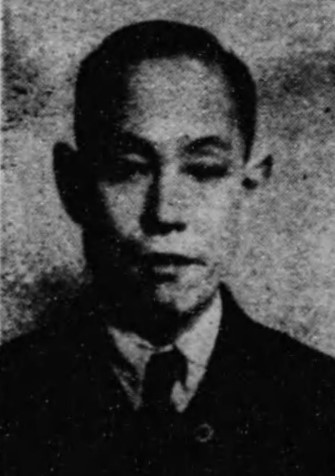
川井章知

川井 章知（かわい あきとも、1902年（明治35年）8月16日 - 1987年（昭和62年）11月2日）は、日本の内務官僚、国会職員。最後の官選静岡県知事。

## 経歴
神奈川県出身。川井立の長男として生まれる。第一高等学校を卒業。1924年11月、高等試験行政科試験に合格。1925年、東京帝国大学法学部法律学科（英法）を卒業。内務省に入省し、茨城県属となる。
1935年、山口県書記官・経済部長に就任。以後、千葉県労務部長、内務省計画局庶務課長、同省監査官、京都府内政部長、中国地方行政事務局次長などを歴任。
1947年3月、前任の小林武治が知事選に出馬のため辞任したことに伴い静岡県知事に就任。県議会議員選挙、知事選挙などを執行して同年4月に知事を退任。その後、衆議院社会労働委員会調査室長などを務めた。
1972年11月、勲二等瑞宝章を受章。